# عرجاء (المدينة المنورة)
 مركز عرجاء تقع في الجزء الشمالي من محافظة الحناكية على بعد 75 كيلو متر.

## التاريخ
مركز عرجاء تقع على طريق القصيم المدينة المنورة القديم وتبلغ مساحة عرجاء 2,696 كم². ولقد نزله بني علي بقيادة شبيب بن رداس واستقرو بها

## السكان
يبلغ عدد سكان مركز عرجاء 5.700 نسمة وسكانها هم بني علي من حرب

## الموقع الجغرافي
تقع شمال المدينة المنورة وتبعد عنها 165 كم وعن مدينة الحناكية 75 كم

## المناخ
المناخ قاري صحراوي، حار جاف صيفًا بارد مُمطر شتاء وتبلغ درجة الحرارة صيفًا 45°م، وفي الشتاء تصل 33-  مادون الصفر ومتوسط سقوط المطر